# شعب عاطف (ناطع)
شعب عاطف هي إحدى قرى عزلة ال منصور بمديرية ناطع التابعة لمحافظة البيضاء، بلغ تعداد سكانها 46 نسمة حسب تعداد اليمن لعام 2004.